# Challenger de Praga 2016

El torneo Sparta Prague Open 2016 es un torneo profesional de tenis. Pertenece al ATP Challenger Series 2016. Se disputó su 19.ª edición sobre superficie dura, en Praga, República Checa entre el 6 y el 12 de junio de 2016.

## Jugadores participantes del cuadro de individuales
| Favorito | País                       | Jugador             | Rank1 | Posición en el torneo |
| -------- | -------------------------- | ------------------- | ----- | --------------------- |
| 1        | Bandera de República Checa | Lukáš Rosol         | 59    | Cuartos de final      |
| 2        | Bandera de Brasil          | Rogério Dutra Silva | 85    | Cuartos de final      |
| 3        | Bandera de Francia         | Stéphane Robert     | 90    | FINAL                 |
| 4        | Bandera de Eslovaquia      | Jozef Kovalík       | 125   | Semifinales           |
| 5        | Bandera de Austria         | Gerald Melzer       | 129   | Segunda ronda         |
| 6        | Bandera de República Checa | Adam Pavlásek       | 132   | CAMPEÓN               |
| 7        | Bandera de Eslovaquia      | Andrej Martin       | 133   | Primera ronda         |
| 8        | Bandera de Estonia         | Jürgen Zopp         | 181   | Cuartos de final      |

- 1 Se ha tomado en cuenta el ranking del 30 de mayo de 2016.

### Otros participantes
Los siguientes jugadores recibieron una invitación (wild card), por lo tanto ingresan directamente al cuadro principal (WC):
- Dominik Kellovský
- Patrik Rikl
- Robin Staněk
- Matěj Vocel

Los siguientes jugadores ingresan al cuadro principal tras disputar el cuadro clasificatorio (Q):
- Edoardo Eremin
- Lenny Hampel
- Zdeněk Kolář
- Dzmitry Zhyrmont

## Campeones

### Individual Masculino
- Adam Pavlásek derrotó en la final a  Stéphane Robert, 6–4, 3–6, 6–3

### Dobles Masculino
- Tomasz Bednarek /  Nikola Mektić derrotaron en la final a  Zdeněk Kolář /  Matěj Vocel, 6–4, 5–7, [10–7]